# 奇里比克特山脈國家自然公園
奇里比克特山脈國家自然公園（西班牙語：Parque nacional natural Sierra de Chiribiquete），是哥倫比亞的國家公園，位於該國南部卡克塔省和瓜維亞雷省，受熱帶潮濕氣候影響，成立於1989年，面積27,800平方公里。2018年被列入世界遺產。

## 外部連結
- Parque Nacional Natural Sierra de Chiribiquete